# Bournezeau
Bournezeau – miejscowość i gmina we Francji, w regionie Kraj Loary, w departamencie Wandea.
Według danych na rok 1990 gminę zamieszkiwało 2336 osób, a gęstość zaludnienia wynosiła 39 osób/km² (wśród 1504 gmin Kraju Loary Bournezeau plasuje się na 235. miejscu pod względem liczby ludności, natomiast pod względem powierzchni na miejscu 38.).